# Agata (przedsiębiorstwo)
Agata, Agata Spółka Akcyjna – polska sieć wielkopowierzchniowych salonów dekoracyjno-meblowych.

## Charakterystyka

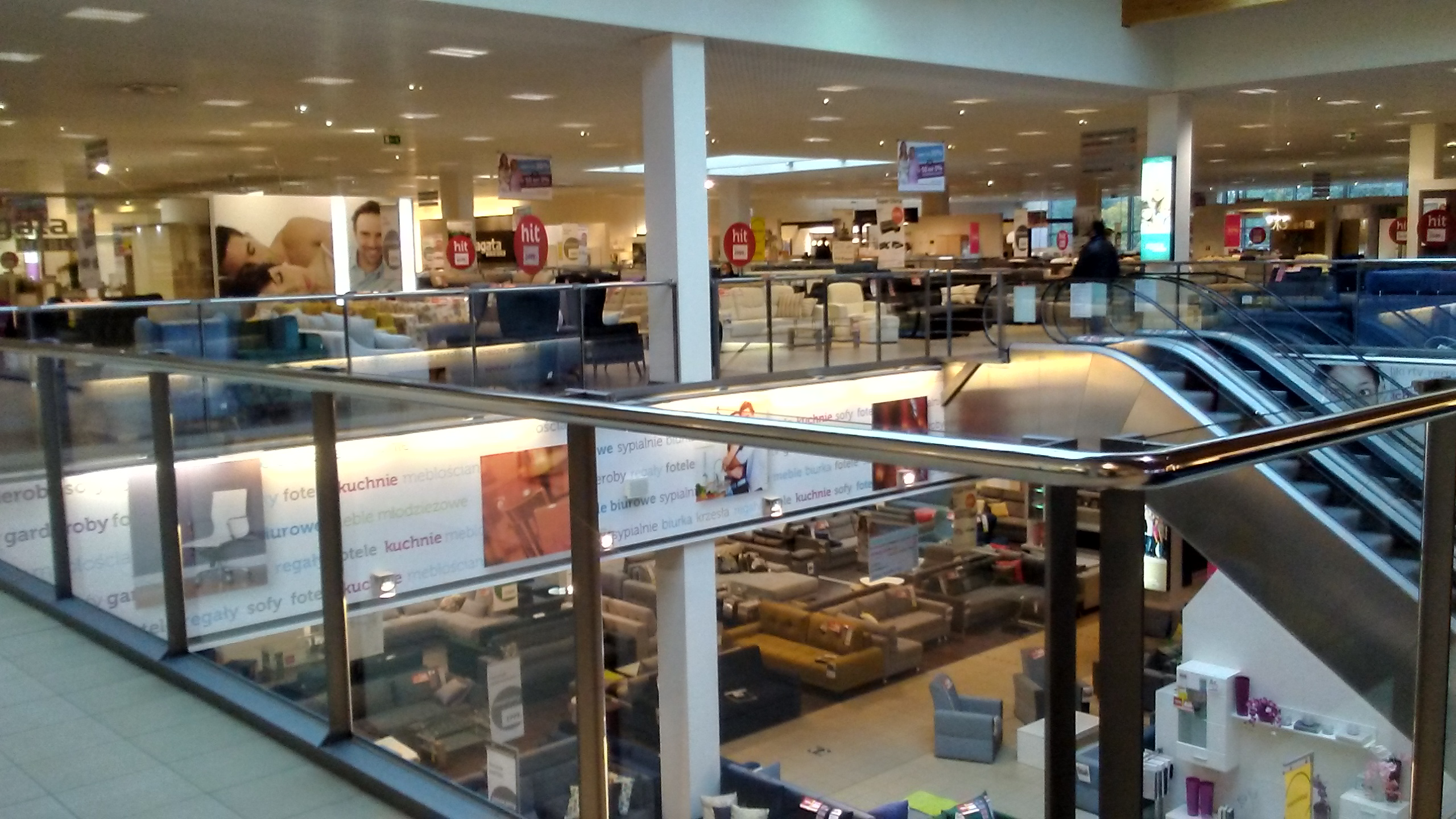
Wewnątrz salonu Agata Meble w Łodzi przy ulicy świętej Teresy 94

Przedsiębiorstwo powstało w 1952 roku jako Bytomskie Fabryki Mebli. W 1973 roku przeniesiono siedzibę do Katowic i zmieniono nazwę na Katowickie Fabryki Mebli „Agata”. 8 czerwca 1994 zostało jednoosobową spółką skarbu państwa, a nazwa została zmieniona na Katowickie Przedsiębiorstwo Meblowe „Agata” S.A. W 2015 roku spółka zmieniła nazwę na Agata Spółka Akcyjna.
Po zakupie akcji spółki od Skarbu Państwa 100% akcji należy do osób fizycznych. Od momentu prywatyzacji „Agata” kontynuuje rozwój w oparciu o wielkopowierzchniowe centra handlowe na wzór salonu „Agaty” w Katowicach.
W 2016 skrócono nazwę sieci salonów z Agata Meble na Agata; zmodyfikowano też wystrój wnętrz oraz logo. Prowadzona była intensywna kampania w prasie, telewizji i internecie.

## Działania prospołeczne
W marcu 2020 roku, w związku z rozwojem pandemii koronawirusa w Polsce, zarząd przedsiębiorstwa Agata S.A. podjął decyzję o wsparciu finansowym na rzecz walki z pandemią i przekazaniu polskim placówkom medycznym kwoty 1 miliona zł. Pieniądze zaplanowano przeznaczyć na zakup sprzętu medycznego oraz środków zabezpieczenia sanitarnego.